# شيبيكا (تشيلي)
شيبيكا (بالإسبانية: Chépica)‏ هي بلدية تقع في تشيلي في مقاطعة كولتشاغوا. يقدر عدد سكانها بـ 14,425 نسمة ومساحتها 503.4 كم2 وترتفع عن سطح البحر 182 متر.